# ایرلای (مینه‌سوتا)
ایرلای (به انگلیسی: Airlie) یک منطقهٔ مسکونی در ایالات متحده آمریکا است که در شهر سویت واقع شده است. ایرلای ۵۰۵٫۹۷ متر بالاتر از سطح دریا قرار دارد.